# Изложба младих ликовних уметника Србије (1951)
Изложба младих ликовних уметника Србије се одржала у новембру 1951. године у Уметничком павиљону „Цвијета Зузорић”.

## Организациони одбор
Организациони одбор су чинили:
- Слободан Богојевић
- Зоран Петровић
- Драгољуб Кажић
- Миодраг Протић

## Жири
Жири су чинили:
- Михаило Беренђија
- Ђорђе Бошан
- Мића Поповић
- Миодраг Протић
- Бошко Карановић
- Мирјана Михаћ
- Александар Зарин
- Јован Кратохвил
- Миша Поповић
- Јован Солдатовић

## Излагачи

### Сликарство
1. Нина Антоковић
2. Милош Бајић
3. Милорад Балаћ
4. Михаило Беренђија
5. Славољуб Богојевић
6. Ђорђе Бошан
7. Војтех Братуша
8. Милена Велимировић
9. Владимир Величковић
10. Јован Витомиров
11. Миодраг Војић
12. Ксенија Дивјак
13. Амалија Ђаконовић
14. Ксенија Илијевић
15. Ђорђе Илић
16. Милош Јовановић
17. Вера Јосифовић
18. Драгољуб Кажић
19. Оливера Кангрга
20. Бошко Карановић
21. Милан Керац
22. Мајда Курник
23. Чедомир Крстић
24. Гордана Лазић
25. Вера Лубарда
26. Александар Луковић
27. Милан Маринковић
28. Марио Маскарели
29. Душан Миловановић
30. Милун Митровић
31. Олга Мишевић
32. Раденко Мишевић
33. Петар Младеновић
34. Мирјана Николић
35. Анкица Опрешник
36. Зоран Петровић
37. Божа Продановић
38. Миодраг Протић
39. Божидар Раднић
40. Младен Србиновић
41. Михаило Станишић
42. Драгослав Сип Стојановић
43. Рафаило Талви
44. Стојан Ћелић
45. Драгутин Цигарчић
46. Милена Чубраковић
47. Анте Шантић
48. Имре Шафрањ
49. Мирјана Шипош

### Скулптура
1. Ана Бешлић
2. Круно Буњевић
3. Ангелина Гаталица
4. Александар Зарин
5. Иван Зоричић
6. Олга Јанчић
7. Олга Јеврић
8. Јелена Јовановић
9. Божидар Јововић
10. Јован Кратохвил
11. Милан Лукић
12. Миша Поповић
13. Сава Сандић
14. Јован Солдатовић
15. Ратомир Стојадиновић
16. Јосип Хрдличка
17. Јелисавета Шобер

### Графика
1. Марија Вогелник
2. Александар Јовановић
3. Милан Керац
4. Савета Крга
5. Миливоје Олујић
6. Анкица Опрешник
7. Брана Павловић
8. Живка Пајић
9. Божа Продановић
10. Ратимир Руварац
11. Стојан Ћелић
12. Анте Шантић